# أكسيد الألومنيوم
أكسيد الألومنيوم أو الألومينا هو مركب كيميائي له الصيغة Al2O3 ، ويطلق عليه أيضاً اسم ألومينا، يوجد على شكل نمطين يختلفان عن بعضهما في البنية البلورية ، وبالتالي يختلفان أيضاً في الخصائص الفيزيائية والكيميائية بالإضافة إلى التطبيقات، وهما النمط ألفا α والنمط غاما γ.

## α-أكسيد الألومنيوم

### الخواص
يكون α-أكسيد الألومنيوم على شكل بلورات بيضاء قاسية، لا تنحل لا في الحوامض ولا القواعد، ولا تظهر أي شغف للرطوبة (استرطاب).
يتواجد α-أكسيد الألومنيوم طبيعياً في فلز الكوروندوم، كما يستحصل بكميات كبيرة من فلز البوكسيت.

### التحضير
يتم الحصول على α-أكسيد الألومنيوم من تسخين هيدروكسيد الألومنيوم فوق 1100°س
2Al(OH)3 → Al2O3 + 3H2O
أما صناعياً فكان يحضر في السابق باستخدام عملية ديفيل، وحالياً باستخدام عملية باير.

### الاستخدامات
- نظراً لقساوة مركب α-أكسيد الألومنيوم (قساوة 9 على مقياس موس) فإنه يستخدم في معدات صقل وتلميع المعادن؛ كما يستعمل لصناعة اقراص صلبة للجلخ و قطع المعادن ويتفاعل مع مادة الرزين المائل على درجة حرارة مئوية 180 مئوية .
- كما يستخدم المركب في صنع الأجهزة المخبرية المعدة لتحمل درجات حرارة عالية مثل البواتق.

## γ-أكسيد الألومنيوم
يتشكل γ-أكسيد الألومنيوم من تسخين هيدروكسيد الألومنيوم إلى حوالي 400°س، فنحصل على مسحوق أبيض ناعم شغوف للرطوبة، ينحل في كل من الحوامض والقواعد.
بالتسخين فوق 950°س يتحول γ-أكسيد الألومنيوم إلى النمط ألفا.
يتميز γ-أكسيد الألومنيوم بأن لديه قابلية كبيرة للامتصاص، لذلك يستخدم في الكروماتوغرافيا، في عمليات التجفيف، وفي إزالة ألوان المحاليل.